# Philosophical Transactions of the Royal Society
Philosophical Transactions of the Royal Society (okrajšano Phil. Trans., Filozofska poročila Kraljeve družbe) je znanstvena revija s področja naravoslovja, ki jo izdaja Kraljeva družba iz Londona. Izhajati je začela leta 1665 in je najstarejša tovrstna revija, ki še vedno izhaja, ter druga najstarejša znanstvena revija sploh (za francoskim Journal des sçavans). Beseda »philosophical« v naslovu se nanaša na filozofijo narave (angleško natural philosophy), vedo, iz katere se je razvilo sodobno naravoslovje.
Prvo številko, ki je izšla v Londonu 6. marca 1665, je uredil in objavil prvi tajnik Kraljeve družbe Henry Oldenburg štiri leta in pol po ustanovitvi Družbe. Pozneje je v reviji svoje raziskave objavljalo nekaj največjih znanstvenikov vseh časov, med drugimi Isaac Newton (vključno s svojim prvim člankom »New Theory about Light and Colours«), Michael Faraday in Charles Darwin. Še vedno velja za eno najuglednejših znanstvenih revij na svetu.
Od leta 1887 izhaja revija v dveh delih:
- Philosophical Transactions of the Royal Society A: Physical, Mathematical and Engineering Sciences (okrajšano Phil. Trans. R. Soc. A) - fizika, matematika in inženirstvo
- Philosophical Transactions of the Royal Society B: Biological Sciences (okrajšano Phil. Trans. R. Soc. B) - biologija in sorodne vede

Obe reviji izhajata dvakrat mesečno v obliki tematskih izdaj, ki predstavljajo določeno področje obravnavanih znanstvenih disciplin. Vsebina, starejša od dveh let (do leta 2000) je na voljo brezplačno na spletu.